# Wormaldia niiensis
Wormaldia niiensis là một loài Trichoptera trong họ Philopotamidae. Chúng phân bố ở miền Cổ bắc.